# Psychotria longipedunculata
Psychotria longipedunculata là một loài thực vật có hoa trong họ Thiến thảo. Loài này được (Gardner) Müll.Arg. miêu tả khoa học đầu tiên năm 1881.